# Бернард (галицький єпископ РКЦ)
Бернард (? — наприкінці 1390 / початок 1391) — релігійний діяч, галицький архієпископ РКЦ.

## Життєпис
Невідомого походження. Пізніша література вважає його польським шляхтичем гербу Козоріг чи Єліта, що не підтверджене джерелами. Його попередник на посаді Галицького архієпископа РКЦ Матвій з Егера згаданий в документах у жовтні 1380 року. В збережених актах його ім'я вперше з'являється в листопаді 1385 року, найстарший його документ — 24 червня 1386 року. Посаду отримав за впливу угорського королівського двору, може, за сприяння князя Владислава Опольчика. Перебував головно у Львові, літню резиденцію мав у Кукільниках. Після входження на престіл королеви Ядвіґи полишив свою дієцезію на довший час. Як архієпископ надав відпусти костелу домініканців Львова, підтвердив їх привілеї, взяв під захист їх права, як і права францисканців для виконання пол. sprawowanie тайн. Інші відомості про його пастирську діяльність відсутні. Збереглись відомості щодо його процесів з містом Львовом щодо будинку на площі Ринок, 9, з єпископом перемиським щодо меж дієцезій, з львівськими домініканцями через поховання ними «проклятого» ним зем'янина.
Найгарячішою була суперечка з містом Львовом через «ґрунт» палацу латинських архієпископів. Процес (за ним слідкували у Римі) почався, правдоподібно, у 1384 році. Бернард «викляв» Львів, наклав на місто інтердикт — заборону відправляти релігійні обряди; відлучив місто від церкви.. Зірвав укладену угоду, затягував процес, не з'являючись у вказані папськими делегатами — найперше легатом кардиналом Деметріусом — арцибіскупом естергомським (пол. ostrzychomskiego), потім єпископом Перемишля (РКЦ) Еріком — терміни на засідання, через що був «виклятий» ними, позбавлений посади, права отримувати доходи. Було їх прохання до короля, щоб світська влада допомогла здолати непоступливого єпископа. Остання інформація (пол. orzeczenie) справи — запис єпископа Еріка (львів'яни поскаржились на Бернарда Папі, Ерік пізніше скасував інтердикт та відлучення) від 22 грудня 1390 року.
Був тоді на схилі свого віку, помер невдовзі або наприкінці 1390, або на початку 1391 року. Його наступник Якуб Стрепа був призначений 27 червня 1391 року.